# Sicilianaren
Sicilianaren är en bok av Mario Puzo utkommen 1984.
Har även filmatiserats med samma namn.
Boken handlar om Salvatore Giuliano och hans liv som bandit. Samtidigt får vi följa Michael Corleones sista veckor i Sicilien, och hur han försöker att komma tillbaka med Salvatore Guiliano, då hans far har bett om detta. 
Boken är en uppföljare till Gudfadern.